# Ibn Kathir
Abu al-Fiḍā 'Imād Ad-Din Ismā'īl ibn 'Umar ibn Kathīr al-Qurashī Al-Damishqī (إسماعيل بن عمر بن كثير القرشي الدمشقي أبو الفداء عماد الدين; c. 1300 - 1373), conocido como Ibn Kathīr (ابن كثير, fue un historiador, exegeta y erudito muy influyente durante la época mameluca en Siria. Experto en tafsir (exégesis coránica) y fiqh (jurisprudencia), escribió varios libros, entre ellos una historia universal en catorce volúmenes titulada Al-Bidaya wa'l-Nihaya.

## Biografía
Su nombre completo era Abū l-Fidāʾ Ismāʿīl ibn ʿUmar ibn Kaṯīr y tenía el laqab (epíteto) de ʿImād ad-Dīn (عماد الدين «pilar de la fe»). Su familia se remontaba a la tribu de los coraichitas. Nació en Mijdal, un pueblo situado en las afueras de la ciudad de Bosra, al este de Damasco (Siria), hacia el año AH 701 (1300/1301 en el calendario occidental). Recibió clases de Ibn Taymiyya y Al-Dhahabi.
Al terminar sus estudios, obtuvo su primer nombramiento oficial en 1341, cuando se unió a una comisión inquisitorial formada para determinar ciertas cuestiones de herejía.
Se casó con la hija de Al-Mizzi, uno de los principales eruditos sirios de la época, lo que le permitió acceder a la élite académica. En 1345 fue nombrado predicador (jatib) en una mezquita recién construida en Mizza, la ciudad natal de su suegro. En 1366, ascendió a un puesto de profesor en la Gran Mezquita de Damasco.
Más tarde, se quedó ciego. Atribuye su ceguera a que trabajó hasta altas horas de la noche en el Musnad de Ahmad Ibn Hanbal en un intento de reordenarlo por temas y no por narradores. Murió en febrero de 1373 (AH 774) en Damasco, siendo enterrado junto a su maestro Ibn Taymiyya.

## Credo
Ibn Kathir comparte algunas similitudes con su maestro Ibn Taymiyyah, como la defensa de una yihad militante y la adhesión a la renovación de una única umma islámica. Además, al igual que Ibn Taymiyyah, se considera un erudito antirracionalista, tradicionalista y orientado a los hadices, Ibn Kathir no interpretó el mutashabihat, o los versos y hadices «sin significado aparente», de forma literal antropomórfica. Afirma que:

La gente ha dicho mucho sobre este tema y este no es el lugar para exponer lo que han dicho. En este asunto, seguimos a los primeros musulmanes (salaf): Malik, Awza'i, Thawri, Layth ibn Sa'd, Shafi'i, Ahmad ibn Hanbal, Ishaq Ibn Rahwayh, y otros entre los imames de los musulmanes, tanto antiguos como modernos, es decir, dejar pasar —el verso en cuestión— tal como ha llegado, sin decir cómo se quiere decir (min ghayr takyif), sin compararlo con las cosas creadas (wa la tashbih), y sin anularlo (wa la ta'til): el significado literal (zahir) que se les ocurre a los antropomorfistas (al-mushabbihin) es negado de Alá, pues nada de Su creación se le parece: «No hay nada que se le parezca, y Él es el que todo lo oye, el que todo lo ve» (Corán 42:11)

## Obras

### Tafsir
Ibn Kathir escribió un famoso comentario sobre el Corán llamado Tafsīr al-Qurʾān al-Azim que relacionaba ciertos hadices, o dichos de Mahoma, y dichos de los sahaba con versículos del Corán, en explicación y evitaba el uso de isra'iliyyats. Muchos musulmanes suníes consideran que su comentario es el mejor después del Tafsir al-Tabari, y está muy bien considerado, especialmente entre el pensamiento de la  escuela salafí. Aunque Ibn Kathir afirmó basarse en Al-Tabari, introdujo nuevos métodos y difiere en el contenido, en un intento de limpiar el Islam de lo que él evalúa como Isra'iliyyat. Su sospecha sobre el Isra'iliyyat posiblemente derivó de la influencia de Ibn Taymiyya, quien descartó gran parte de la tradición exegética desde entonces.
El erudito egipcio Ahmad Muhammad Shakir (1892-1958) abrevió los Tafsīrs de Ibn Kathir como Umdat at-Tafsīr, en cinco volúmenes publicados entre 1956 y 1958.
Su Tafsir adquirió una gran popularidad en los tiempos modernos, especialmente entre los musulmanes occidentales, probablemente debido a su enfoque directo, pero también a la falta de traducciones alternativas de los tafsirs tradicionales.
El Faḍāʾil al-Qurʾān (فضائل القرآن) pretendía ser un anexo al Tafsir. Se trata de una breve historia textual del Corán y su recopilación tras el fallecimiento de Mahoma.

### En el discurso académico
Tafsīr al-Qurʾān al-ʿAẓīm es ligeramente controvertido en los círculos académicos occidentales. Henri Laoust lo considera primordial como obra filológica y «muy elemental». Norman Calder la describe como estrecha de miras, dogmática y escéptica frente a los logros intelectuales de los antiguos exegetas. Su preocupación se limita a calificar el Corán por el corpus de los hadices y es el primero que califica rotundamente las fuentes judías como poco fiables, al tiempo que las utiliza, al igual que los hadices proféticos, de forma selectiva para apoyar su opinión prefabricada. Por lo demás, Jane Dammen McAuliffe considera que este tafsir, seleccionado deliberada y cuidadosamente, cuya interpretación es única a su juicio para preservar, es el mejor entre sus tradiciones.

### Hadiz
- Al-Jāmiʿ (الجامع) es una gran colección de textos de hadices destinada a un uso enciclopédico. Se trata de un listado alfabético de los Compañeros del Profeta y de los dichos que cada uno transmitió, reconstruyendo así la cadena de autoridad de cada hadiz.[4]
- Al-Baa'ith al-Hait es un resumen de la Muqaddimah de Ibn al-Salah en la terminología del hadiz
- At-Takmil fi Ma`rifat yth-Thiqat wa Ad-Du'afa wal Majahil que Ibn Kathir recogió de los libros de sus dos Shaykhs Al-Mizzi y Adh-Dhahabi; Al-Kamal y Mizan Al-Ftiddl. Añadió varios beneficios en relación con el tema de Al-Jarh y At-Ta'dil.
- Adillah at-Tanbīh en el que Ibn Kathīr recogió las evidencias de las posiciones presentadas por abū Isḥāq ash-Shīrāzī en su libro de jurisprudencia Shafi'i at-Tanbīh.

### Historia y biografía
- Al-Bidāya wa-n-Nihāya (البداية والنهاية) «El principio y el fin» es una historia universal del mundo desde la Creación hasta el fin de los tiempos. La gran obra magna de Ibn Kathir, de diez volúmenes, contiene relatos sobre las primeras naciones del mundo, los Profetas y sus biografías (seerah) y la historia islámica hasta su propia época.[17]
- Al-Sira Al-Nabawiyya, (السيرة النبوية) «Vida del Profeta Muhammad: Extracto de El principio y el fin».[18]
- Qisas Al-Anbiya, (قصص الأنبياء) "Cuentos de los Profetas"; una colección de historias de los profetas del islam y otros del Antiguo Testamento; Extracto publicado como Tuhfat an-Nubla' min Qisas al'Anbia lil'Imam al-Hafiz ibn Kathir (تحفة النبلاء من قصص الأنبياء للإمام الحافظ ابن كثير («Obra maestra de los nobles de Cuentos de los Profetas de al-Hafiz ibn Kathir»).[19]
- Al-Fitan, (كتاب الفتن والملاحم الواقعة في آخر الزمان) «La sedición»; sobre los signos de la última hora; valioso para los detalles políticos de su época. Impreso por primera vez en El Cairo (1932-1939); varias ediciones en árabe.[20]

### Yihad
Al-ijtihād fī ṭalab al-Jihād (الاجتهاد في طلب الجهاد), escrito por una comisión del gobernador mameluco de Damasco, es una defensa de la yihad armada y el ribat contra las potencias cristianas vecinas —restos de los Estados Cruzados, como el Reino armenio de Cilicia— apoyada en las pruebas de la exégesis islámica.  

### Otros
- Al-Hadi was-Sunan fī Aḥādīth Al-Masānīd was-Sunan, también conocido como Jāmiʻ al-masānīd: narraciones recopiladas de los imanes Ahmad bin Hanbal, Al-Bazzar, Abu Ya'la Al-Mawsili e Ibn Abi Shaybah, y seis hadices recopilados: dos hadices: Sahih Al Bujari de Al-Bujari y Sahih Muslim de Muslim bin Al-Hayyaay, y cuatro sunan: Sunan Abu Dawud, At-Tirmidhi, An-Nasai e Al Muwatta. Clasificado en las divisiones de fiqh.
- Tabaqat Ash-Shafi'iyah («Los niveles de los eruditos Shafi'i»).
- Comentario sobre Sahih Al-Bujari; obra inacabada.
- El ahkam, gran volumen sobre las leyes (hasta los rituales del Hach); obra inacabada.
- Resumen de 'Al-Madkhal' de Al-Baihaqi; inédito.
  - Nota: Muchos de los libros enumerados aquí permanecen inéditos.